# Collaea argentina
La flor de niño (Collaea argentina) es una especie de árbol leguminosa de la subfamilia Faboideae.
Se halla endémica en Argentina, Bolivia, Brasil,  Paraguay y Uruguay.
Está amenazado por pérdida de hábitat.
Tiene hojas de 5-7,5 cm de largo y 1–2 cm de ancho, peciolo común de 5 mm de largo, pedicelos 1 cm de largo, pétalos de 25 mm de largo.

## Taxonomía
Collaea argentina fue descrita por August Heinrich Rudolf Grisebach y publicado en Abhandlungen der Königlichen Gesellschaft der Wissenschaften zu Göttingen 19: 125–126. 1874.
Sinonimia
- Collaea formosa Griseb.
- Galactia argentina (Griseb.) Kuntze
- Galactia formosa (Griseb.) Stuck. ex Seckt.
- Galactia speciosa f. argentina (Griseb.) Hassl.[4]